# 15965 Robertcox
15965 Robertcox este un asteroid din centura principală de asteroizi.

## Descriere
15965 Robertcox este un asteroid din centura principală de asteroizi. A fost descoperit pe 23 februarie 1998 la Oaxaca de James M. Roe. Asteroidul prezintă o orbită caracterizată de o semiaxă mare de 3,00 ua, o excentricitate de 0,09 și o înclinație de 12,2° în raport cu ecliptica.